# Parazitism

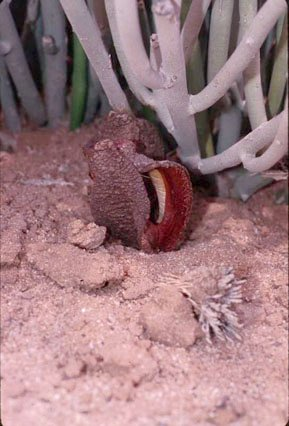
Hydnora parazitează Euphorbia mauretanica

Parazitismul este un tip de relație dintre organismul „parazit” și cel „gazdă” ,în care „parazitul” își procură hrana necesară de la organismul viu numit „gazdă” pe care-l parazitează și îi produce carențe care duc frecvent la îmbolnăvirea sau chiar moartea gazdei.
După regnul vegetal , animal sau cel al ciupercilor din care provine gazda există:
- fitoparaziți
- zooparaziți
- micoparaziți

După locul unde parazitează, paraziții pot fi:
- endoparaziți (trăiesc în corpul gazdei)
- ectoparaziți (trăiesc pe corpul gazdei).

De exemplu endoparaziți sunt viermii intestinali, iar ca ectoparazit se poate aminti Sarcoptes scabiei care produce scabie.
Prin extensie, prin parazitism se înțelege și starea unei persoane sau a unui grup social care duce o viață de trândăvie și de trai pe seama muncii altora.